# 고대 근동

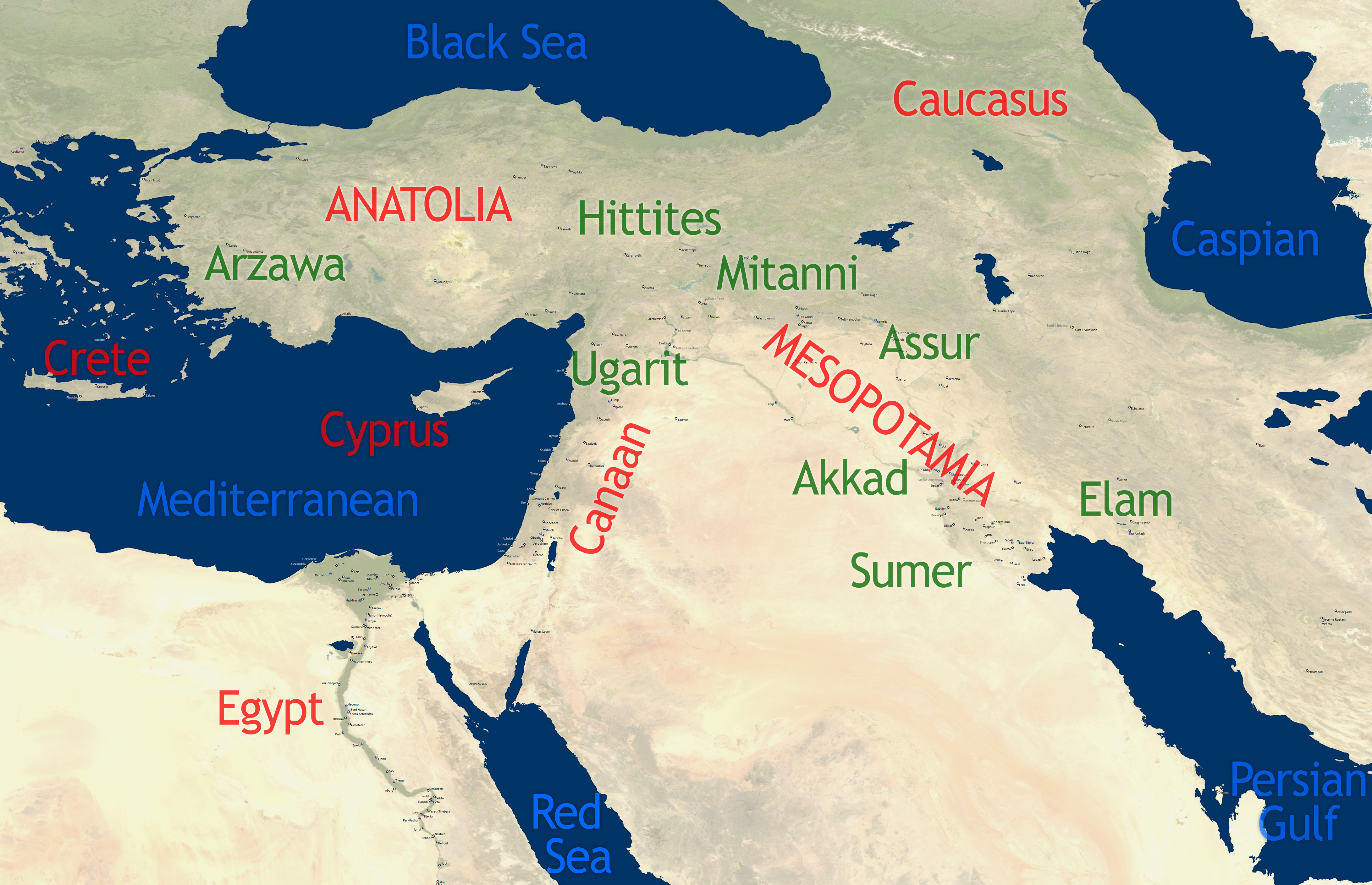
고대 근동

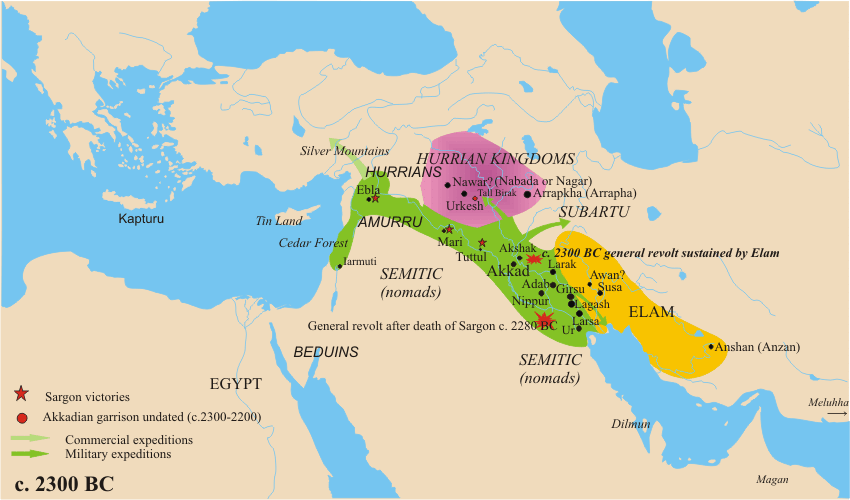
기원전 2300년경의 고대 근동

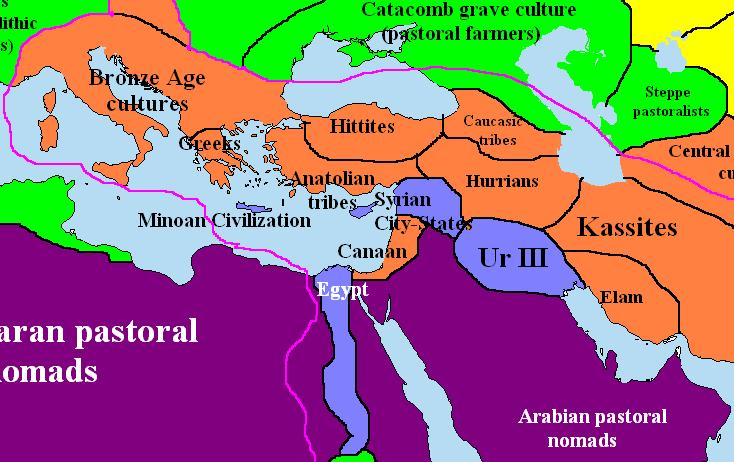
기원전 2000년경의 고대 근동과 지중해

고대 근동(古代近東, Ancient Near East)은 대체로 오늘날의 중동에 해당하는 지역으로 세계 문명의 고향이었다. 구체적으로는 메소포타미아(오늘날의 이라크와 북동부 시리아), 고대 이집트, 고대 이란(엘람 · 메디아 · 파르티아 · 페르시아), 아나톨리아(오늘날의 터키) 그리고 레반트(오늘날의 시리아 · 레바논 · 이스라엘 · 요르단)를 포괄하는 지역이었다. 고대 근동은 고대 근동 고고학과 고대사 분야에서 연구하는 지역이다.
고대 근동의 역사는 기원전 4000년경의 수메르 문명의 등장과 더불어 시작한다. 고대 근동의 역사의 마지막 때는 아케메네스 왕조가 고대 근동을 정복한 기원전 6세기로 보는 경우도 있고 알렉산드로스 대왕이 고대 근동을 정복한 기원전 4세기로 보는 경우도 있다. 이 두 구분은 모두 고대 근동의 청동기 시대와 철기 시대를 포함한다.
고대 근동은 문명의 발상지(發祥地)로 여겨지고 있다. 고대 근동은 최초로 농업이 집약적으로 연중 계속된 지역이다. 고대 근동에서 문자가 가장 먼저 발명되었고 또 그 문자들(특히, 페니키아어)은 세계에 널리 전해졌다. 도자기 만들 때 쓰는 돌림판과 수레의 바퀴와 물레방아 바퀴가 발명된 곳이며, 중앙집권화된 정부와 법전과 제국이 최초로 형성된 곳이며, 사회 계층과 노예 제도가 최초로 형성된 곳이며, 또한 조직적인 전쟁이 가장 먼저 일어난 곳이다. 그리고 천문학과 수학의 기초도 고대 근동에서 형성되었다.

## 근동의 개념
"고대 근동(古代近東, Ancient Near East)"이라는 낱말은 19세기에 대영제국이 관심을 가졌던 지역들을 지칭함에 있어서 근동(近東, Near East)과 극동(極東, Far East)을 구분하였던 용법을 활용하여 성립된 용어이다. 근동과 극동의 구분이 최초로 나타난 때는 크림 전쟁(1853~1856) 동안이다. 국가간의 외교에서 이 두 용어가 사용된 뚜렷한 예로 가장 큰 마지막 사건은 오스만 제국이 아르메니아인과 아시리아인을 학살한 1894~1896년의 하미드 대학살(Hamidian Massacres)과 1894~1895년의 청일 전쟁이다. 당시 대영제국의 정치가들과 정치 고문들은 이 두 사건이 전개된 지역을 각각 "근동(Near East)"과 "극동(Far East)"이라 불렀다. 이후, 얼마 지나지 않아 중동(Middle East)이라는 낱말이 사용되었는데, 20세기에서는 "중동"이 "근동"보다 더 널리 쓰였으며 지금도 마찬가지이다.
"근동"은 원래 오스만 제국(1299~1922)이 최대 영토를 가졌을 때의 그 강역을 대체적으로 가리킨 낱말이었다. 이 때문에, 오스만 제국이 멸망한 후에는 국가간의 외교에서 "근동"이라는 낱말의 사용 빈도가 확연히 감소하였으며 대신에 "중동"이라는 낱말이 더 많이 사용되었다. 이와 같이 정치 · 외교적으로 "근동"보다는 "중동"이라는 낱말이 더 많이 사용되어가는 동안, "고대 근동(Ancient Near East)"이라는 낱말은 오히려 더 뚜렷한 자리를 잡아갔다. 이 낱말은 처음에는 주로 성경에 나오는 땅들을 가리키는 용도로 고고학자들과 역사가들에 의해 사용되었다. 오스만 제국이 지배했던 근동은 북쪽으로는 빈까지, 남쪽으로는 아라비아 반도의 남쪽끝까지, 서쪽으로는 이집트까지, 동쪽으로는 이라크의 국경선까지였다. 19세기의 고고학자들과 역사가들은 여기에 이란을 추가하여 "고대 근동"이라 하였는데, 이란 지역은 오스만 제국의 지배하에 들어간 적이 전혀 없었던 지역이다.

## 같이 보기
- 고대 근동의 종교